# بیگ‌باگ
بیگ‌باگ (به انگلیسی: Bigbug) یک فیلم کمدی علمی-تخیلی فرانسوی به نویسندگی و کارگردانی ژان-پیر ژونه است که در ۱۱ فوریه ۲۰۲۲ توسط نتفلیکس منتشر شد. در این فیلم بازیگرانی نظیر السا زیلبرشتاین، ایزابل نانتی، یوسف حاجدی، آلبان لنوار و فرانسوا لوانتال ایفای نقش می‌کنند. وقایع فیلم بیگ‌باگ در سال ۲۰۴۵ اتفاق می‌افتد، جایی که جوامع دارای کمک‌ کنندگان روباتیک هستند.

## بازیگران
- ژولی فریه
- ایزابل نانتی - فرانسوا
- السا زیلبرشتاین - آلیس
- کلود پرون - مونیک
- استفان دی گرود - مکس
- یوسف حاجدی - ویکتور
- کلر چاست - جنیفر
- فرانسوا لوانتال - یونیکس لیدر
- آلبان لنوار - گرگ
- مریسول فرتارد - نینا
- هلی تونات - لئو
- دومینیک پینان - ایگور

## تولید
فیلمبرداری در اکتبر ۲۰۲۰ با وجود همه‌گیری کووید ۱۹ آغاز شد.

## بازخوردها
در وب‌سایت راتن تومیتوز، ۴۳ درصد از ۲۳ بررسی عمدتاً منفی هستند، با میانگین امتیاز ۵٫۸/۱۰. در متاکریتیک، فیلم بر اساس نقد ۱۳ منتقد، میانگین ۴۷ از ۱۰۰ را کسب کرده‌ که نشان‌دهندهٔ «نقدهای مختلط یا متوسط» است.